# Future Dust
Future Dust (en español: Polvo futuro) es el segundo álbum de estudio de la banda de rock alternativo británica The Amazons. Fue publicado el 24 de mayo de 2019 a través de Fiction Records y distribuido por Universal Music Group. 
Una edición expandida fue liberada de manera digital en enero de 2020, incluyendo las canciones nuevas «Heart of Darkness», «Howlin'» y una versión acústica del sencillo líder «Mother». Para Estados Unidos, las tres canciones nuevas fueron incluidas en el álbum recopilatorio Introducing... The Amazons para ediciones limitadas en vinilo.

## Concepto
La inspiración al momento de componer el álbum comenzó cuando la banda permaneció en la playa Three Cliffs Bay, cerca de Swansea, Gales. El vocalista Matt Thomson describió la experiencia como “bastante idílica, un lugar donde podías perderte y donde no hay una gran cantidad de señal, nos sentimos alienados del mundo”.
Una de las ideas generales para el álbum era retroceder en el tiempo, usando como influencias bandas clásicas de rock y distintos cantantes de blues, en particular su groove. Thomson destaca que buscando música a través de Led Zeppelin, se encontraron con el catálogo de Howlin' Wolf y la biografía de Jerry Lee Lewis, Hellfire. El guitarrista líder, Chris Alderton, estuvo leyendo más sobre guitarra y de distintas memorias, como Clothes Music Boys de Viv Albertine en primera instancia, para luego leer otras más descriptivas sobre composición por Keith Richards y Jimmy Page.

## Composición
Describiendo el proceso de composición, Thomson menciona: “dentro de lo positivo, notas que estás componiendo de manera más cohesiva, de poder ver una dirección y una sensación de adonde vamos a llegar”. Por su parte, el baterista Joe Emmett destaca la influencia de las giras previas al momento de componer, de ahí la decisión grupal de establecerse en Three Cliffs Bay. Según el sitio Gigwise, desde la canción introductoria «Mother» hasta «25» hay un concepto coming-of-age sobre la sensación de ser joven y temerario. Otros tópicos explorados en las canciones fueron las relaciones interpersonales por redes sociales, desórdenes alimenticios y depresión.
Sobre «The Mire», la idea de hacer un interludio fue de Alderton, luego de visitar un concierto de la banda alternativa Unloved, quienes hicieron la banda sonora de Killing Eve. El riff de «Dark Visions» fue presentado por primera vez en un segmento de Live Lounge, donde realizaron una versión de «New Rules» por Dua Lipa. La canción final «Georgia» fue descrita por Thomson por tener un groove entre Eagles y Fleetwood Mac, además de tener su solo de guitarra favorito en la banda, realizado por Alderton. Sobre las canciones adicionales «Heart of Darkness» y «Howlin'», fueron descritas como “dos lados de la misma relación”, siendo tomado de la novela corta El corazón de las tinieblas de Joseph Conrad.

## Promoción
Dos sencillos fueron publicados previo a la liberación del álbum. El sencillo líder, «Mother», fue publicado el 5 de febrero de 2019. Un segundo sencillo, «Doubt It», fue liberado el 8 de abril de 2019 junto con un anuncio de una gira promocional, el nombre del álbum y su fecha de publicación. En los días previos a la publicación del álbum, estrenaron «25», recibiendo comentarios sobre su sonido más duro e influencias de Queens of the Stone Age.

## Recepción

### Crítica
En el sitio web Metacritic, que asigna una calificación normalizada máxima de 100 a las reseñas de las publicaciones principales, Future Dust recibió una puntuación ponderada de 75, esto con base en 4 reseñas, citando “reseñas generalmente favorables”. De manera similar, en el sitio web Album of the Year que también compila reseñas, tiene una puntuación promedio de 72 basado en seis reseñas.
Murjani Rawls, en una reseña para Substream Magazine, nota que la banda ha «encontrado su estilo», comentando: “The Amazons están a punto para introducirte a la banda que aspiraban ser. Más riffs pesados, influencias del blues, y un sentido real de dirección durante este álbum. Un testamento a una banda con más confianza y con algo para decir”. Jamie MacMillan para Dork, le otorgó cuatro de cinco estrellas al álbum, expresando que la banda está mostrando su potencial, concluyendo que el álbum es un registro de un grupo que “está menos interesado en mostrar donde han estado, pero en cambio dónde podrían ir”.
Paul Travers de Kerrang! también le otorgó cuatro de cinco estrellas, comparando a Future Dust con el estilo de Royal Blood, Led Zeppelin, Queens of the Stone Age y Howlin' Wolf. Sobre la interpretación vocal de Thomson, declara “[las] voces cristalinas son un punto alto, y se utilizan especialmente bien en los momentos más melódicos”. Travers resume el concepto del álbum como “listo, sexy y rockea como una cosa salvaje. Cuándo el Polvo Futuro se asiente, The Amazons podrían levantarse como una banda que merece todas las expectativas”.
Por el contrario, Hannah Mylrea para el semanario NME fue más crítico del álbum, percibiendo que la banda quedó corta ante las expectativas que tendrían que haber entregado, dado su venturoso álbum debut, vaticinando “el álbum cojea y está sin vida”.

## Lista de canciones
| N.º   | Título          | Duración |  |
| 1.    | «Mother»        | 4:46     |  |
| 2.    | «Fuzzy Tree»    | 3:31     |  |
| 3.    | «25»            | 3:18     |  |
| 4.    | «The Mire»      | 0:34     |  |
| 5.    | «Doubt It»      | 4:51     |  |
| 6.    | «All Over Town» | 4:21     |  |
| 7.    | «End of Wonder» | 3:58     |  |
| 8.    | «Dark Visions»  | 4:19     |  |
| 9.    | «25 (Reprise)»  | 2:19     |  |
| 10.   | «Warning Sign»  | 5:02     |  |
| 11.   | «Georgia»       | 5:54     |  |
| 42:53 |                 |          |  |

| Edición expandida |                     |          |  |
| N.º               | Título              | Duración |  |
| 12.               | «Mother (Acoustic)» | 4:11     |  |
| 13.               | «Heart of Darkness» | 3:23     |  |
| 14.               | «Howlin’»           | 4:46     |  |
| 54:33             |                     |          |  |

## Créditos y personal
Adaptados desde AllMusic.
The Amazons
- Matthew Thomson – Voz principal, guitarras, teclados, percusión, piano, pandereta, producción.
- Christopher John Alderton – Guitarra, mandolina, órgano Hammond, mezcla, percusión, producción, shaker, teclados, voces adicionales.
- Elliot Briggs – Bajo eléctrico, bongos, percusión, producción, teclados, voces adicionales.
- Josef Emmett – Batería, percusión, pandereta, producción.

Apoyo y producción
- Catherine Marks – Producción.
- Adam Bartlett – Grabación.
- Caesar Edmunds – Mezcla.
- Alan Moulder – Mezcla.
- Tom Herbert – Asistente de mezcla.
- Joe LaPorta – Ingeniero de masterización.
- Callum Marinho – Asistente de ingeniería, percusión.
- Alex Katter – Voces de apoyo.
- Nick Atkinson – Composición (1, 5-8, 10-12).
- Julian Emery – Composición (5).
- Jim Irvine – Composición (5).
- Luke Fitton – Composición (6).
- Joel Pott – Composición (6, 14).
- Dan McDougall – Composición (13).
- Angelo Petraglia – Composición (13).

## Posicionamiento en listas
| Listas (2019)             | Mejor posición |
| ------------------------- | -------------- |
| Escocia (Scottish Albums) | 11             |
| Reino Unido (UK Albums)   | 9              |